# Campeonato salvadoreño 1977-78
El Campeonato salvadoreño 1977-78 fue la vigésimo séptima edición de la Primera División de El Salvador. El campeón fue el FAS, consiguiendo su sexto título.

## Formato de competición

### Fase regular
Los doce clubes disputan la fase bajo un sistema de todos contra todos, a dos vueltas. La ubicación en la tablas está sujeta a las siguientes condiciones:
- Por juego ganado se obtendrán dos puntos.
- Por juego empatado se obtendrá un punto.
- Por juego perdido no se otorgan puntos.

El orden de los clubes al final de la fase corresponderá a la suma de los puntos obtenidos por cada uno de ellos.
Los clubes que obtengan 15 o más puntos en las primeras 11 jornadas, obtienen 4 puntos de bonificación; los que obtengan de 10 a 14 puntos en las primeras 11, obtienen 2 puntos de bonificación.
Si al finalizar las 22 jornadas, dos o más clubes estuviesen empatados en puntos, su posición en la tabla será determinada atendiendo a los siguientes criterios de desempate:
1. Mejor diferencia entre los goles anotados y recibidos.
2. Mayor número de goles anotados.

### Fase de grupos
Los ocho clubes mejor clasificados, se dividen en dos grupos de cuatro, jugando en cada grupo nuevamente todos contra todos, a dos vueltas.

### Fase final
Los dos primeros lugares de cada grupo clasifican a una cuadrangular, donde el campeón es el club que obtenga la mayor cantidad de puntos, y por ende se ubique en el primer lugar. Si dos clubes estuviesen empatados en puntos, jugarán un partido extra, pero si tres clubes son los que empatan, jugarán un triangular final.

## Ascensos y descensos
| Ascendido de la Segunda División 1976-77 |
| ---------------------------------------- |
| Dragón Independiente                     |

| Descendido en el Campeonato salvadoreño 1976-77 |
| ----------------------------------------------- |
| Fuerte Aguilares                                |

## Equipos participantes
| Club               | Ciudad       | Departamento |
| ------------------ | ------------ | ------------ |
| Águila             | San Miguel   | San Miguel   |
| Alianza            | San Salvador | San Salvador |
| Atlético Marte     | San Salvador | San Salvador |
| Dragón             | San Miguel   | San Miguel   |
| FAS                | Santa Ana    | Santa Ana    |
| Independiente      | San Vicente  | San Vicente  |
| Juventud Olímpica  | Acajutla     | Sonsonate    |
| Luis Ángel Firpo   | Usulután     | Usulután     |
| Once Municipal     | Ahuachapán   | Ahuachapán   |
| Platense Municipal | Zacatecoluca | La Paz       |
| Sonsonate          | Sonsonate    | Sonsonate    |
| Universidad        | San Salvador | San Salvador |

## Fase regular
| Pos. | Equipo             | Pts. | PJ | G  | E | P  | GF | GC | Dif. | Clasificación  |
| ---- | ------------------ | ---- | -- | -- | - | -- | -- | -- | ---- | -------------- |
| 1    | Once Municipal     | 35   | 22 | 12 | 7 | 3  | 41 | 25 | +16  | Fase de grupos |
| 2    | FAS                | 34   | 22 | 12 | 6 | 4  | 36 | 20 | +16  | Fase de grupos |
| 3    | Alianza            | 32   | 22 | 11 | 6 | 5  | 42 | 32 | +10  | Fase de grupos |
| 4    | Atlético Marte     | 27   | 22 | 9  | 7 | 6  | 36 | 28 | +8   | Fase de grupos |
| 5    | Águila             | 26   | 22 | 9  | 6 | 7  | 33 | 26 | +7   | Fase de grupos |
| 6    | Dragón             | 26   | 22 | 8  | 8 | 6  | 26 | 36 | −10  | Fase de grupos |
| 7    | Platense Municipal | 25   | 22 | 8  | 7 | 7  | 25 | 25 | 0    | Fase de grupos |
| 8    | Juventud Olímpica  | 19   | 22 | 5  | 9 | 8  | 29 | 26 | +3   | Fase de grupos |
| 9    | Universidad        | 18   | 22 | 7  | 4 | 11 | 27 | 37 | −10  |                |
| 10   | Independiente      | 16   | 22 | 6  | 2 | 14 | 24 | 36 | −12  |                |
| 11   | Sonsonate          | 15   | 22 | 4  | 7 | 11 | 21 | 30 | −9   |                |
| 12   | Luis Ángel Firpo   | 13   | 22 | 4  | 5 | 13 | 12 | 41 | −29  |                |

 Fuente: RSSSF

## Fase de grupos

### Grupo A
| Pos. | Equipo         | Pts. | PJ | G | E | P | GF | GC | Dif. | Clasificación                      |
| ---- | -------------- | ---- | -- | - | - | - | -- | -- | ---- | ---------------------------------- |
| 1    | Atlético Marte | 9    | 6  | 3 | 3 | 0 | 14 | 8  | +6   | Fase final y Copa Fraternidad 1978 |
| 2    | Once Municipal | 7    | 6  | 3 | 1 | 2 | 16 | 15 | +1   | Fase final y Copa Fraternidad 1978 |
| 3    | Alianza        | 5    | 6  | 2 | 1 | 3 | 12 | 13 | −1   |                                    |
| 4    | Águila         | 3    | 6  | 1 | 1 | 4 | 7  | 14 | −7   |                                    |

 Fuente: RSSSF

### Grupo B
| Pos. | Equipo             | Pts. | PJ | G | E | P | GF | GC | Dif. | Clasificación                      |
| ---- | ------------------ | ---- | -- | - | - | - | -- | -- | ---- | ---------------------------------- |
| 1    | FAS                | 9    | 6  | 4 | 1 | 1 | 11 | 5  | +6   | Fase final y Copa Fraternidad 1978 |
| 2    | Juventud Olímpica  | 8    | 6  | 4 | 0 | 2 | 12 | 9  | +3   | Fase final y Copa Fraternidad 1978 |
| 3    | Platense Municipal | 6    | 6  | 3 | 0 | 3 | 11 | 13 | −2   |                                    |
| 4    | Dragón             | 1    | 6  | 0 | 1 | 5 | 3  | 10 | −7   |                                    |

 Fuente: RSSSF

## Fase final
| Pos. | Equipo            | Pts. | PJ | G | E | P | GF | GC | Dif. | Clasificación |
| ---- | ----------------- | ---- | -- | - | - | - | -- | -- | ---- | ------------- |
| 1    | Atlético Marte    | 7    | 6  | 3 | 1 | 2 | 13 | 9  | +4   | Triangular    |
| 2    | Once Municipal    | 7    | 6  | 2 | 3 | 1 | 9  | 5  | +4   | Triangular    |
| 3    | FAS               | 7    | 6  | 1 | 5 | 0 | 9  | 7  | +2   | Triangular    |
| 4    | Juventud Olímpica | 3    | 6  | 0 | 3 | 3 | 4  | 12 | −8   |               |

 Fuente: RSSSF

### Triangular
| Pos. | Equipo         | Pts. | PJ | G | E | P | GF | GC | Dif. | Clasificación          |
| ---- | -------------- | ---- | -- | - | - | - | -- | -- | ---- | ---------------------- |
| 1    | FAS (C)        | 4    | 2  | 2 | 0 | 0 | 3  | 0  | +3   | Copa de Campeones 1978 |
| 2    | Once Municipal | 2    | 2  | 1 | 0 | 1 | 5  | 4  | +1   | Copa de Campeones 1978 |
| 3    | Atlético Marte | 0    | 2  | 0 | 0 | 2 | 2  | 6  | −4   |                        |

 Fuente: RSSSF
| Campeón       |
| FAS 6° Título |